# سام سبينس
سام سبينس (بالإنجليزية: Sam Spence)‏ هو موزع وملحن أمريكي، ولد في 29 مارس 1927 في سان فرانسيسكو في الولايات المتحدة، وتوفي في 6 فبراير 2016 في لويسفيل في الولايات المتحدة.

## وصلات خارجية
- سام سبينس على موقع IMDb (الإنجليزية)
- سام سبينس على موقع ميوزك برينز (الإنجليزية)
- سام سبينس على موقع ديسكوغز (الإنجليزية)